# دوشان بيرنيش
دوشان بيرنيش (بالسلوفاكية: Dušan Perniš) (مواليد 28 نوفمبر 1984 في نيترا) لاعب كرة قدم سلوفاكي يلعب حاليا لصالح نادي دندي يونايتد الاسكتلندي .

## روابط خارجية
- دوشان بيرنيش على موقع الاتحاد الدولي (مؤرشف)  (الإنجليزية)
- دوشان بيرنيش على موقع الاتحاد الأوربي (الإنجليزية)
- دوشان بيرنيش على موقع قاعدة بيانات كرة القدم.إي يو (الإنجليزية)
- دوشان بيرنيش على موقع ناشيونال فوتبول تيمز (الإنجليزية)
- دوشان بيرنيش على موقع Soccerbase.com (لاعب) (الإنجليزية)
- دوشان بيرنيش على موقع Soccerway.com (الإنجليزية)
- دوشان بيرنيش على موقع عالم كرة القدم.نت (الإنجليزية)
- دوشان بيرنيش على موقع AS.com (الإسبانية)